# Рамзи Ахмад Юсуф
Рамзи Ахмад Юсуф (урду رمزی احمد یوسف‎, имя при рождении — Абдул Басит Махмуд Абдул Карим; род. 27 апреля 1968, Кувейт) — пакистанский террорист, организатор взрыва во Всемирном торговом центре в Нью-Йорке в 1993 году и взрыва на Boeing 747 в 1994 году. Совместно со своим дядей Халидом Шейхом Мохаммедом планировал провести операцию «Божинка», в рамках которой должно было состояться покушение на папу Иоанна Павла II, подрыв 11 авиалайнеров и падение самолёта на штаб-квартиру ЦРУ. Член организации «Аль-Каида».
В 1995 году был арестован в Исламабаде и экстрадирован в США. В 1998 году был приговорён к пожизненному заключению. Содержится в тюрьме Флоренс в штате Колорадо.

## Теракт в Нью-Йорке
26 февраля 1993 года Юзеф припарковал грузовой автомобиль, заминированный 680 килограммами жидкой взрывчатки, в подземном гараже под «Северной башней» ВТЦ. По его плану взрыв должен был обрушить одну башню на другую. Однако мощности не хватило и взрыв только сотряс башню, повредив многие из её конструкций. Некоторые погибшие и подавляющее большинство раненых пострадали не из-за самой детонации, а по причине паники и давки, имевших место при эвакуации.

### Неудачи
В процессе подготовки теракта и после его совершения Юзефа и его сообщников преследовали различные злоключения. В частности, сам Юзеф попал на заминированной машине в дорожную аварию, а сообщники, большинство из которых были задержаны сразу после теракта в ВТЦ, не смогли подготовить необходимое количество взрывчатки, что и привело к недостаточным последствиям (впоследствии на допросе Юзеф жалел об этом обстоятельстве). Также примечательно, что причастность Юзефа к теракту в ВТЦ была доказана благодаря отпечатку его пальца на пульте подрывника. Взрыв, будучи не таким мощным, как предполагал Юзеф, не смог уничтожить все улики.

## Другие теракты
Рамзи Юзеф — первый, кто догадался о возможности таранного использования захваченных пассажирских самолётов. Впрочем, его план взорвать сразу 11 американских авиалайнеров не был реализован. Также, находясь на Филиппинах, он планировал покушение на прибывавшего туда с визитом Папу Римского (реальных действий не последовало по причине неэффективной организации преступления). Также на Филиппинах Рамзи тренировал местных террористов-аквалангистов и обучал их взрывному делу и совершил теракт на борту филиппинского авиалайнера над Тихим океаном; бомба взорвалась, убив 1 и ранив 10 пассажиров, но экипаж благополучно посадил самолёт. В 1993 году, после теракта в США, сбежал в Пакистан, где совершил две попытки покушения на Беназир Бхутто.

## Арест и приговор
Рамзи Юзеф был арестован 7 февраля 1995 года в Пакистане во время подготовки к терактам на 11 американских самолётах, при этом пакистанские спецслужбы, арестовав Юзефа, не заметили спавшего в соседней комнате его сообщника.
Юзефа экстрадировали в США и судили в Нью-Йорке.

На суде судья сказал Юзефу: 
…Вы недостойны называться защитником Корана. Смерть – вот ваш единственный бог и хозяин, ваша единственная религия…
Юзеф отказался отвечать на любые вопросы. Осталось невыясненным, кто его послал, снабжал фальшивыми документами и оплачивал расходы. По одной из версий, заказчиком являлся его родной дядя, известный террорист Халид Шейх Мохаммед.
За теракт в Нью-Йоркском ВТЦ и взрыв на Boeing 747 Рамзи Юзеф в январе 1998 года был приговорён к пожизненному заключению плюс 240 годам лишения свободы. В настоящее время он содержится в сверхохраняемой американской тюрьме «ADX Florence».

## В культуре
- «Бомба на борту». 5 серия 3 сезона канадского документального телесериала «Расследования авиакатастроф». Роль Рамзи исполнил актёр Сэм Калилиех (англ. Sam Kalilieh).